# Trophée des champions 2014
Trophée des champions 2014 byl zápas Trophée des champions, tedy francouzského fotbalového Superpoháru. Střetly se v něm týmy Paris Saint-Germain FC jakožto vítěz Ligue 1 ze sezóny 2013/14, a celek EA Guingamp, který vyhrál ve stejné sezóně francouzský fotbalový pohár (Coupe de France).
Utkání francouzského Superpoháru mají od roku 2009 dějiště mimo území Francie, tentokrát se zápas odehrál 2. srpna 2014 na Stadionu pracujících v čínském Pekingu. O poločase byl stav 2:0 pro PSG, tímto výsledkem střetnutí skončilo a Paris Saint-Germain se mohl radovat z celkového čtvrtého triumfu (1995, 1998, 2013, 2014). Zároveň obhájil prvenství z minulého roku. Tým Guingampu přišel o možnost získat první trofej ve francouzském Superpoháru.

## Detaily zápasu
| 2. srpen 2014 20:00 CST    |        |             |                                                                      |
| Paris Saint-Germain FC     | 2 – 0  | EA Guingamp | Stadion pracujících, Peking, Čína diváci: ? rozhodčí: Clément Turpin |
| Ibrahimović 8', 20' (pen.) | Report |             | Stadion pracujících, Peking, Čína diváci: ? rozhodčí: Clément Turpin |

| Paris Saint-Germain FC | EA Guingamp |

| GK            | 30 | Salvatore Sirigu         |  |     |
| RB            | 6  | Zoumana Camara           |  |     |
| CB            | 23 | Gregory van der Wiel     |  |     |
| CB            | 5  | Marquinhos               |  |     |
| LB            | 21 | Lucas Digne              |  |     |
| DM            | 14 | Thiago Motta             |  |     |
| CM            | 24 | Marco Verratti           |  |     |
| CM            | 27 | Javier Pastore           |  | 86' |
| RW            | 35 | Hervin Ongenda           |  | 61' |
| CF            | 10 | Zlatan Ibrahimović       |  |     |
| LW            | 28 | Jean-Christophe Bahebeck |  | 71' |
| Náhradníci:   |    |                          |  |     |
| GK            | 1  | Nicolas Douchez          |  |     |
| DF            | 19 | Serge Aurier             |  |     |
| DF            | 38 | Presnel Kimpembe         |  |     |
| MF            | 7  | Lucas                    |  | 86' |
| MF            | 20 | Clément Chantôme         |  | 71' |
| MF            | 32 | Franck-Yves Bambock      |  |     |
| FW            | 9  | Edinson Cavani           |  | 61' |
| Trenér:       |    |                          |  |     |
| Laurent Blanc |    |                          |  |     |

| GK                 | 30 | Mamadou Samassa     |     |     |     |
| RB                 | 2  | Lars Jacobsen       |     |     |     |
| CB                 | 29 | Christophe Kerbrat  | 47' |     |     |
| CB                 | 15 | Jérémy Sorbon       |     |     |     |
| LB                 | 6  | Maxime Baca         |     |     |     |
| DM                 | 18 | Lionel Mathis       |     |     |     |
| CM                 | 22 | Julien Cardy        |     | 13' |     |
| CM                 | 26 | Thibault Giresse    |     |     |     |
| RW                 | 12 | Claudio Beauvue     |     |     |     |
| CF                 | 9  | Mustapha Yatabaré   |     |     |     |
| LW                 | 8  | Ronnie Schwartz     |     | 70' |     |
| Náhradníci:        |    |                     |     |     |     |
| GK                 | 16 | Hugo Guichard       |     |     |     |
| DF                 | 3  | Benjamin Angoua     |     |     |     |
| DF                 | 4  | Baissama Sankho     |     |     |     |
| MF                 | 20 | Laurent Dos Santos  |     |     |     |
| MF                 | 21 | Sylvain Marveaux    |     | 69' |     |
| FW                 | 13 | Christophe Mandanne |     | 69' |     |
| FW                 | 17 | Rachid Alioui       |     | 13' | 69' |
| Trenér:            |    |                     |     |     |     |
| Jocelyn Gourvennec |    |                     |     |     |     |

| Asistenti rozhodčího: Mickaël Annonier Nicolas Danos Čtvrtý rozhodčí: Bartolomeu Varela Delegát zápasu: Arnaud Rouger | Pravidla - 90 minut. - Penaltový rozstřel, pokud je stav vyrovnaný po řádné hrací době (neprodlužuje se). - 7 povolených náhradníků na lavičce každého týmu. - Maximálně 3 střídání hráčů pro každé mužstvo. |